# Grandvelle-et-le-Perrenot
Grandvelle-et-le-Perrenot est une commune française située dans le département de la Haute-Saône, la région culturelle et historique de Franche-Comté et la région administrative Bourgogne-Franche-Comté.

## Géographie
Le village de Granvelle se trouve en rive droite de la Romaine qui traverse la partie sud de la commune.

### Communes limitrophes
| Neuvelle-lès-la-Charité    |                           | Mailley-et-Chazelot |
| Lieffrans                  | Grandvelle-et-le-Perrenot |                     |
| Bourguignon-lès-la-Charité | Maizières                 |                     |

### Climat
Pour des articles plus généraux, voir Climat de la Bourgogne-Franche-Comté et Climat de la Haute-Saône.
En 2010, le climat de la commune est de type climat de montagne, selon une étude du Centre national de la recherche scientifique s'appuyant sur une série de données couvrant la période 1971-2000. En 2020, Météo-France publie une typologie des climats de la France métropolitaine dans laquelle la commune est exposée à un climat semi-continental et est dans la région climatique  Lorraine, plateau de Langres, Morvan, caractérisée par un hiver rude (1,5 °C), des vents modérés et des brouillards fréquents en automne et hiver. 
Pour la période 1971-2000, la température annuelle moyenne est de 10,3 °C, avec une amplitude thermique annuelle de 17,4 °C. Le cumul annuel moyen de précipitations est de 1 059 mm, avec 12,5 jours de précipitations en janvier et 9,6 jours en juillet. Pour la période 1991-2020, la température moyenne annuelle observée sur la station météorologique de Météo-France la plus proche, « Rioz », sur la commune de Rioz à 11 km à vol d'oiseau, est de 11,2 °C et le cumul annuel moyen de précipitations est de 1 084,6 mm. 
La température maximale relevée sur cette station est de 39,6 °C, atteinte le 25 juillet 2019 ; la température minimale est de −21,8 °C, atteinte le 20 décembre 2009,,. 
Les paramètres climatiques de la commune ont été estimés pour le milieu du siècle (2041-2070) selon différents scénarios d'émission de gaz à effet de serre à partir des nouvelles projections climatiques de référence DRIAS-2020. Ils sont consultables sur un site dédié publié par Météo-France en novembre 2022.

## Urbanisme

### Typologie
Au 1er janvier 2024, Grandvelle-et-le-Perrenot est catégorisée commune rurale à habitat dispersé, selon la nouvelle grille communale de densité à sept niveaux définie par l'Insee en 2022.
Elle est située hors unité urbaine. Par ailleurs la commune fait partie de l'aire d'attraction de Besançon, dont elle est une commune de la couronne,. Cette aire, qui regroupe 310 communes, est catégorisée dans les aires de 200 000 à moins de 700 000 habitants,.

### Occupation des sols
L'occupation des sols de la commune, telle qu'elle ressort de la base de données européenne d’occupation biophysique des sols Corine Land Cover (CLC), est marquée par l'importance des territoires agricoles (62,5 % en 2018), en diminution par rapport à 1990 (66,4 %). La répartition détaillée en 2018 est la suivante : 
terres arables (40,2 %), forêts (34,4 %), zones agricoles hétérogènes (17 %), prairies (5,3 %), zones urbanisées (3,1 %). L'évolution de l’occupation des sols de la commune et de ses infrastructures peut être observée sur les différentes représentations cartographiques du territoire : la carte de Cassini (XVIIIe siècle), la carte d'état-major (1820-1866) et les cartes ou photos aériennes de l'IGN pour la période actuelle (1950 à aujourd'hui).

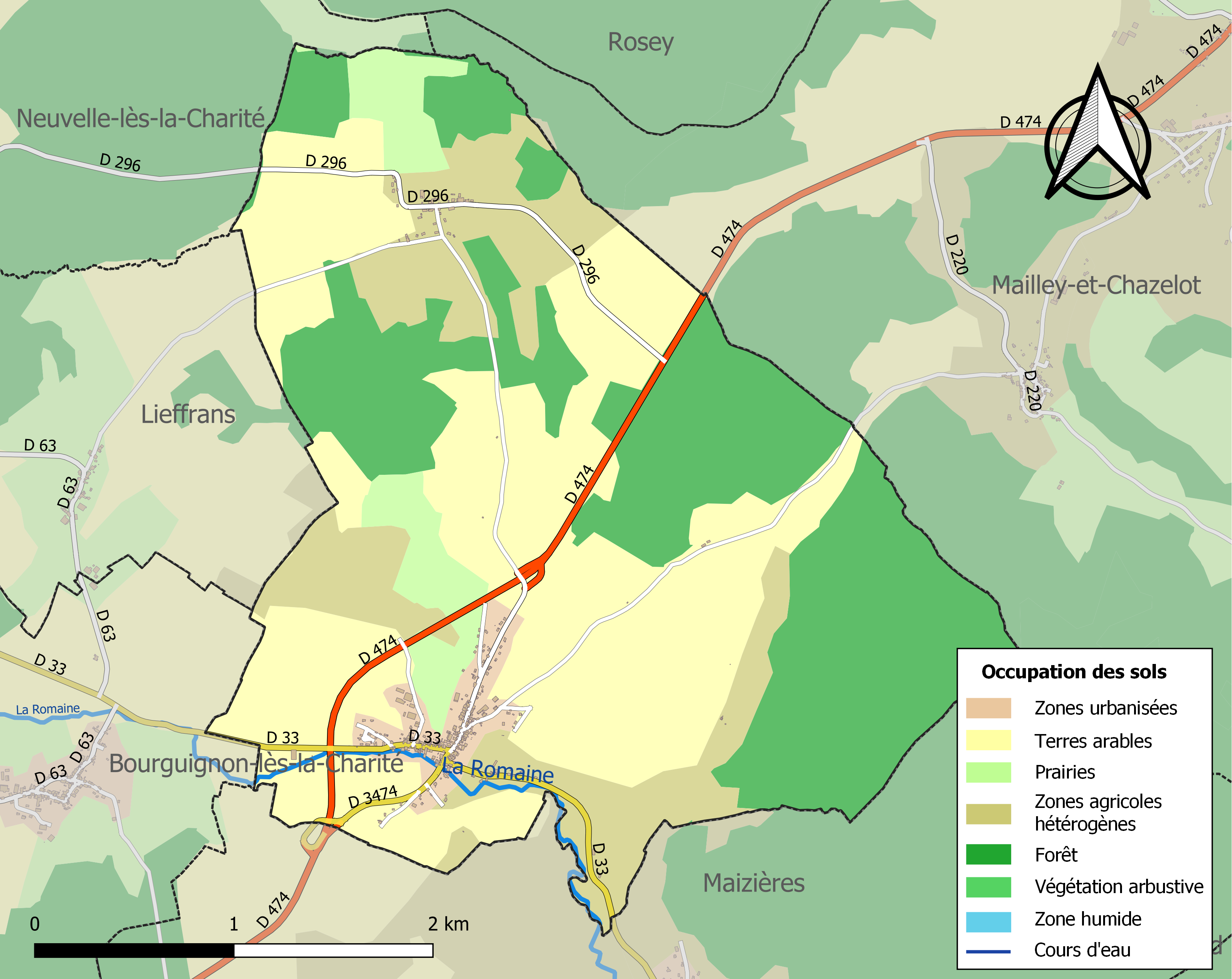
Carte des infrastructures et de l'occupation des sols de la commune en 2018 (CLC).

## Histoire
Nicolas Perrenot de Granvelle (1486-1550), garde des Sceaux, premier conseiller et homme de confiance franc-comtois de l'empereur Charles Quint, suzerain de la ville libre d'Empire de Besançon, achète en 1527 la seigneurie de Grandvelle sise au Bailliage d'Amont[réf. nécessaire] (devenu département de la Haute-Saône après la Révolution française). Une rue de la commune est baptisée Nicolas Perrenot.
La commune de Grandvelle, créée à la Révolution, absorbe en 1806 celle de Le Perrenot et devient Grandvelle-et-Perrenot. Elle prend son nom actuel de Grandvelle-et-le-Perrenot en 1962.

## Politique et administration

Carte départementale représentant en rouge la communauté de communes du Pays Riolais.

### Rattachements administratifs et électoraux
La commune fait partie de l'arrondissement de Vesoul du département de la Haute-Saône, en région Bourgogne-Franche-Comté. Pour l'élection des députés, elle dépend de la première circonscription de la Haute-Saône.
Elle fait partie depuis 1801 du canton de Scey-sur-Saône-et-Saint-Albin. Dans le cadre du redécoupage cantonal de 2014 en France, le territoire de ce canton s'est étendu de  17 à 46 communes.

### Intercommunalité
La commune est membre de la communauté de communes du Pays riolais, créée le 29 décembre 1999.

### Liste des maires

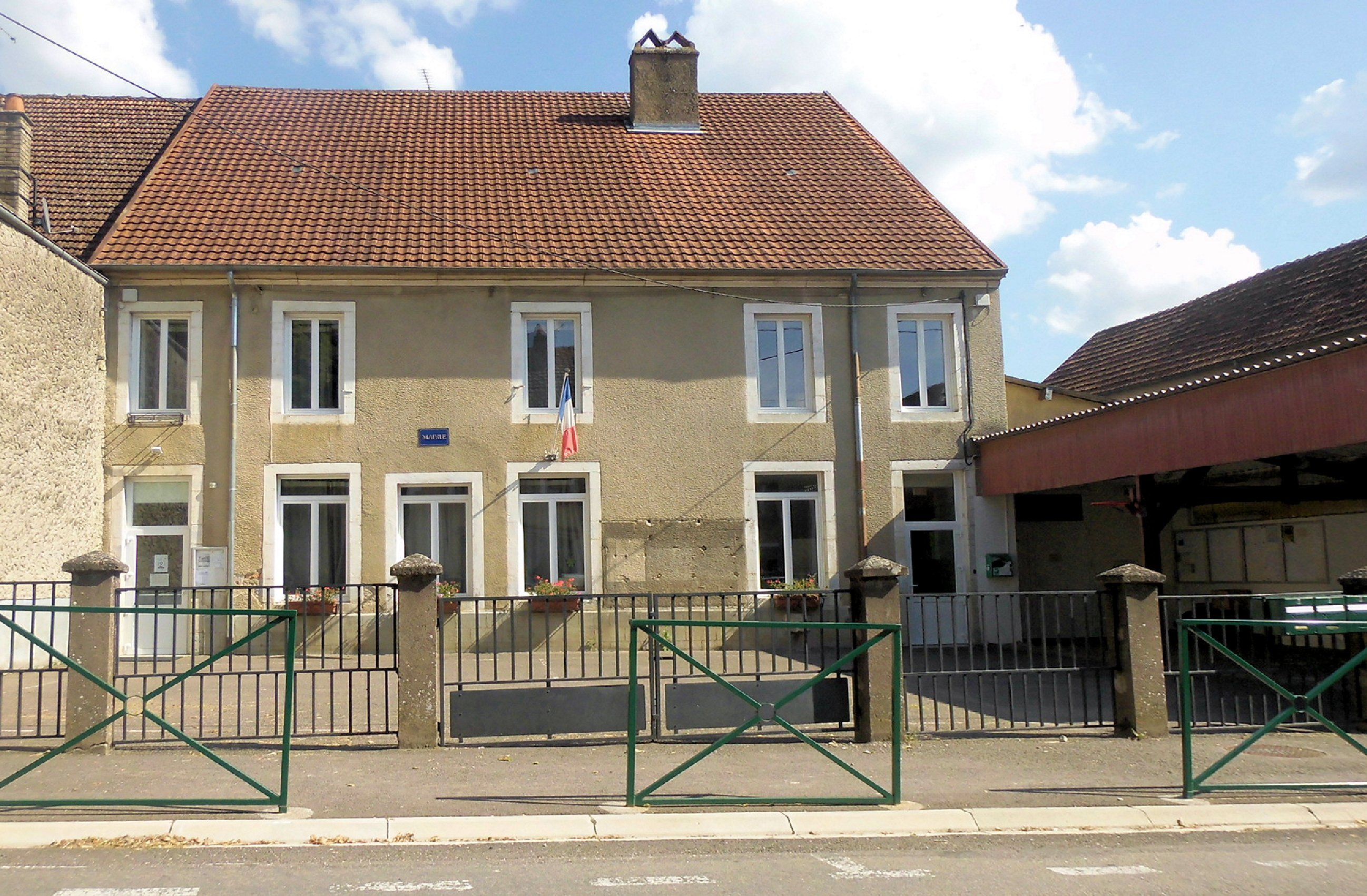
La mairie-école.

| Période                                  | Période                       | Identité           | Étiquette | Qualité                                                                                       |
| ---------------------------------------- | ----------------------------- | ------------------ | --------- | --------------------------------------------------------------------------------------------- |
| Les données manquantes sont à compléter. |                               |                    |           |                                                                                               |
| juin 1995                                | mars 2008                     | Jean-Louis Sauviat |           |                                                                                               |
| mars 2008                                | mars 2014                     | Emmanuel Louvet    |           |                                                                                               |
| mars 2014,                               | En cours (au 2 décembre 2020) | Jean-Louis Sauviat |           | Retraité PSA Vice-président de la CC du Pays Riolais (2014 → ) Réélu pour le mandat 2020-2026 |

## Démographie
L'évolution du nombre d'habitants est connue à travers les recensements de la population effectués dans la commune depuis 1793. Pour les communes de moins de 10 000 habitants, une enquête de recensement portant sur toute la population est réalisée tous les cinq ans, les populations de référence des années intermédiaires étant quant à elles estimées par interpolation ou extrapolation. Pour la commune, le premier recensement exhaustif entrant dans le cadre du nouveau dispositif a été réalisé en 2006.

En 2022, la commune comptait 379 habitants, en évolution de +2,99 % par rapport à 2016 (Haute-Saône : −1,4 %, France hors Mayotte : +2,11 %).
| 1793 | 1800 | 1806 | 1821 | 1831 | 1836 | 1841 | 1846 | 1851 |
| ---- | ---- | ---- | ---- | ---- | ---- | ---- | ---- | ---- |
| 385  | 395  | 596  | 560  | 680  | 620  | 645  | 646  | 614  |

| 1856 | 1861 | 1866 | 1872 | 1876 | 1881 | 1886 | 1891 | 1896 |
| ---- | ---- | ---- | ---- | ---- | ---- | ---- | ---- | ---- |
| 500  | 507  | 513  | 486  | 468  | 431  | 400  | 364  | 331  |

| 1901 | 1906 | 1911 | 1921 | 1926 | 1931 | 1936 | 1946 | 1954 |
| ---- | ---- | ---- | ---- | ---- | ---- | ---- | ---- | ---- |
| 302  | 320  | 282  | 237  | 237  | 233  | 245  | 242  | 232  |

| 1962 | 1968 | 1975 | 1982 | 1990 | 1999 | 2006 | 2011 | 2016 |
| ---- | ---- | ---- | ---- | ---- | ---- | ---- | ---- | ---- |
| 218  | 207  | 205  | 232  | 216  | 232  | 313  | 341  | 368  |

| 2021 | 2022 | - | - | - | - | - | - | - |
| ---- | ---- | - | - | - | - | - | - | - |
| 384  | 379  | - | - | - | - | - | - | - |

## Culture locale et patrimoine

### Lieux et monuments
- L'église Saint-Martin avec son clocher comtois aux tuiles vernissées.
- Les lavoirs.
- La vallée de la Romaine et ses anciens moulins.
- Les vieilles maisons avec tourelle.

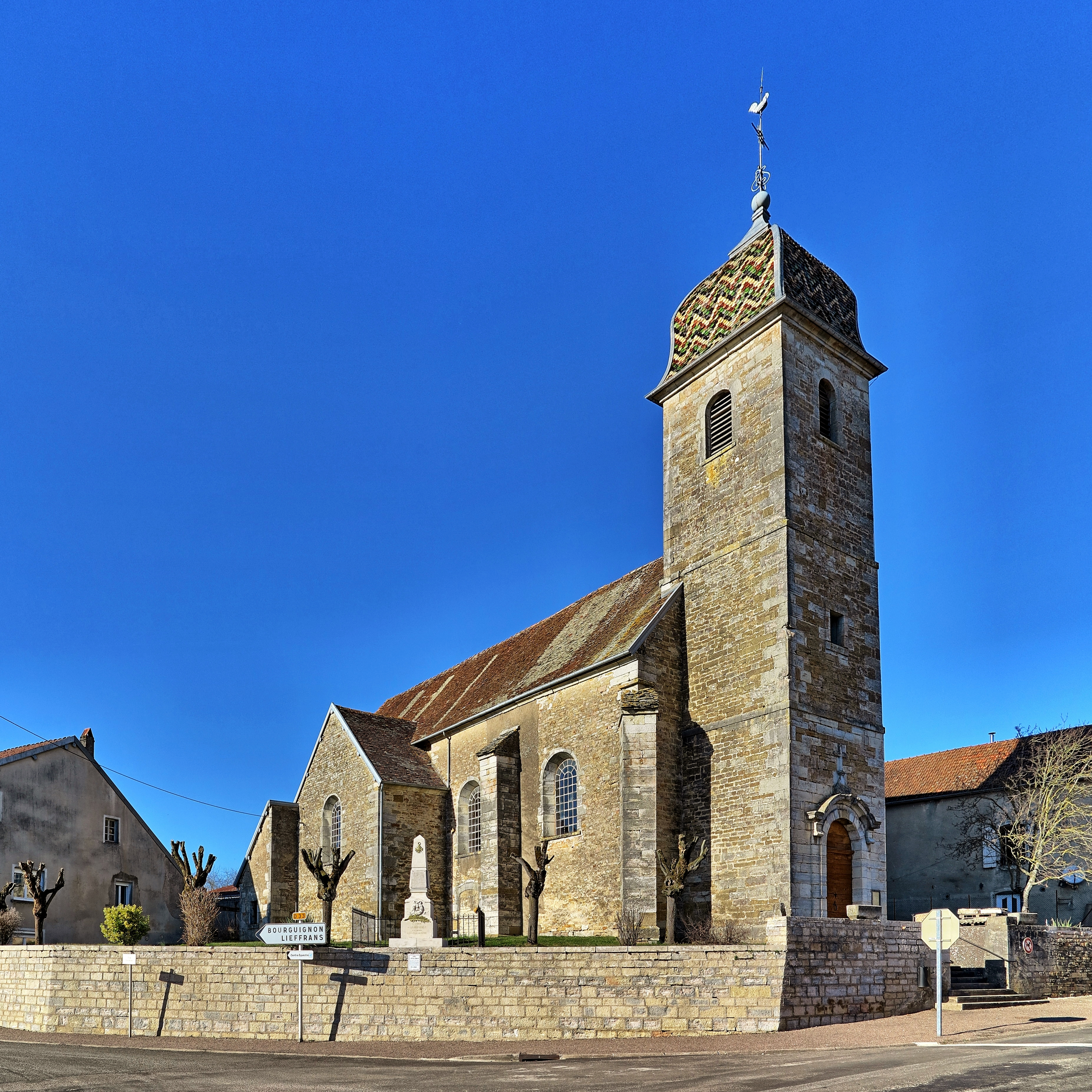
L'église Saint-Martin.
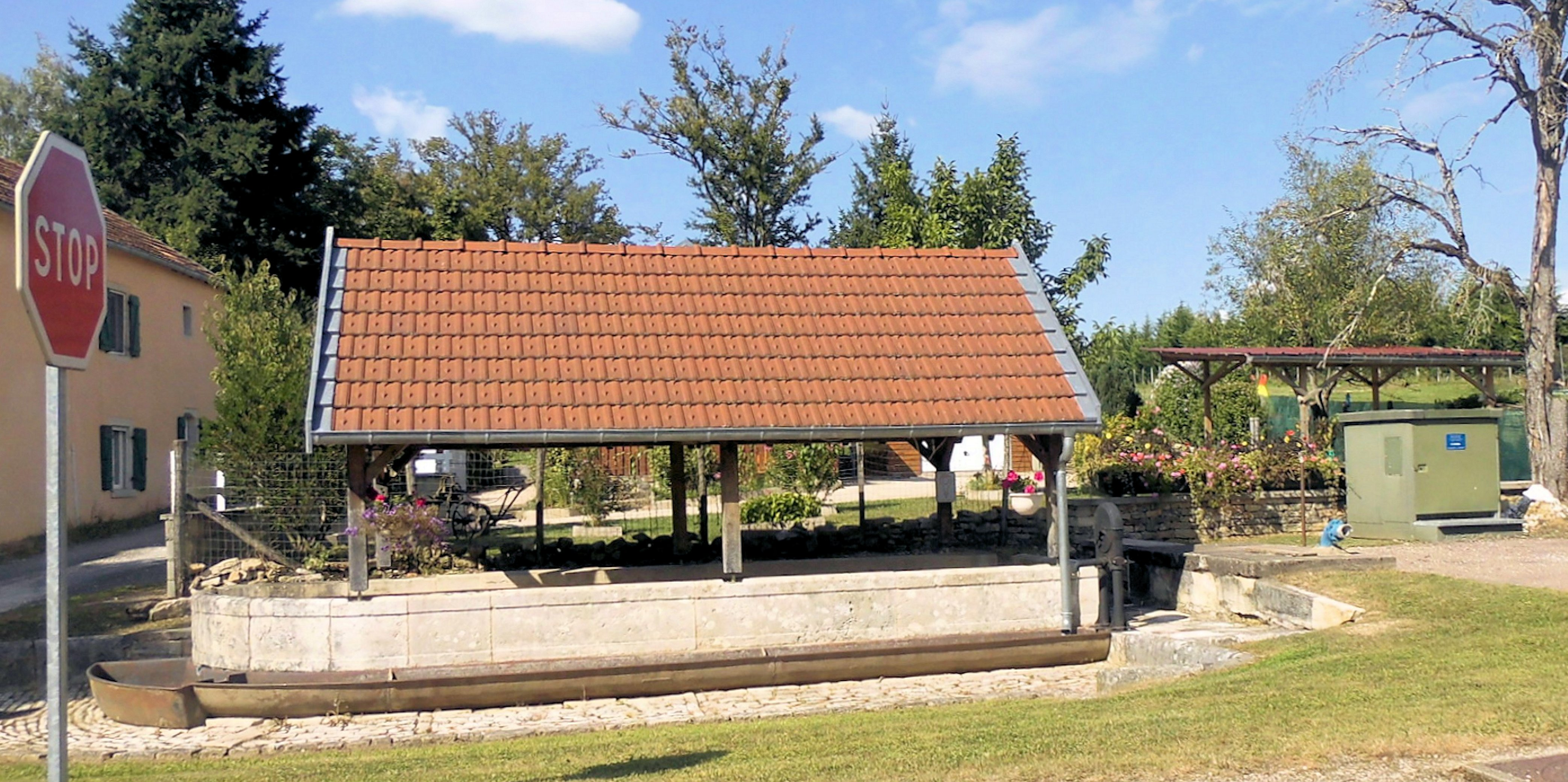
Le lavoir du Perrenot.
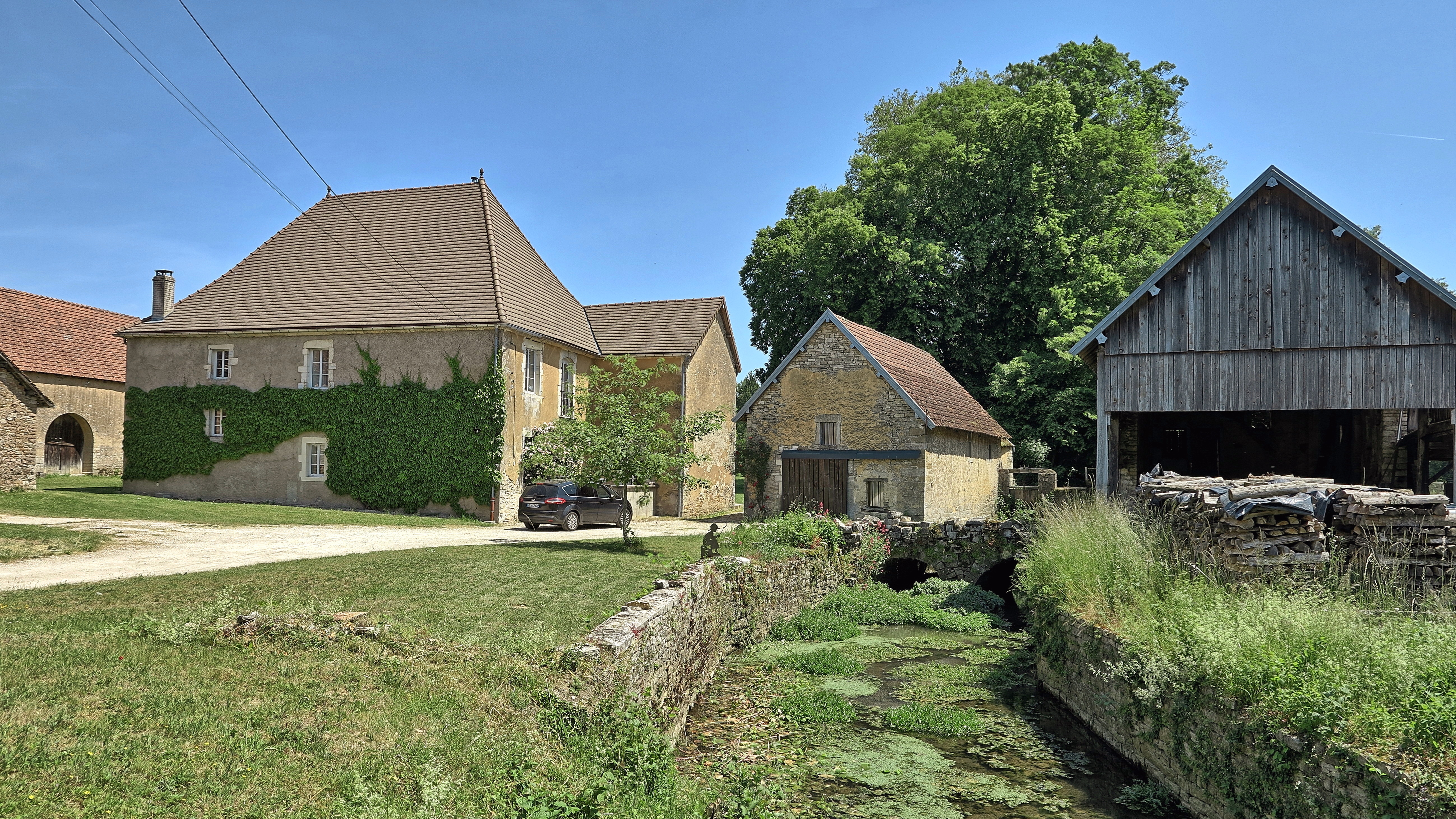
Ancien moulin sur la Romaine.
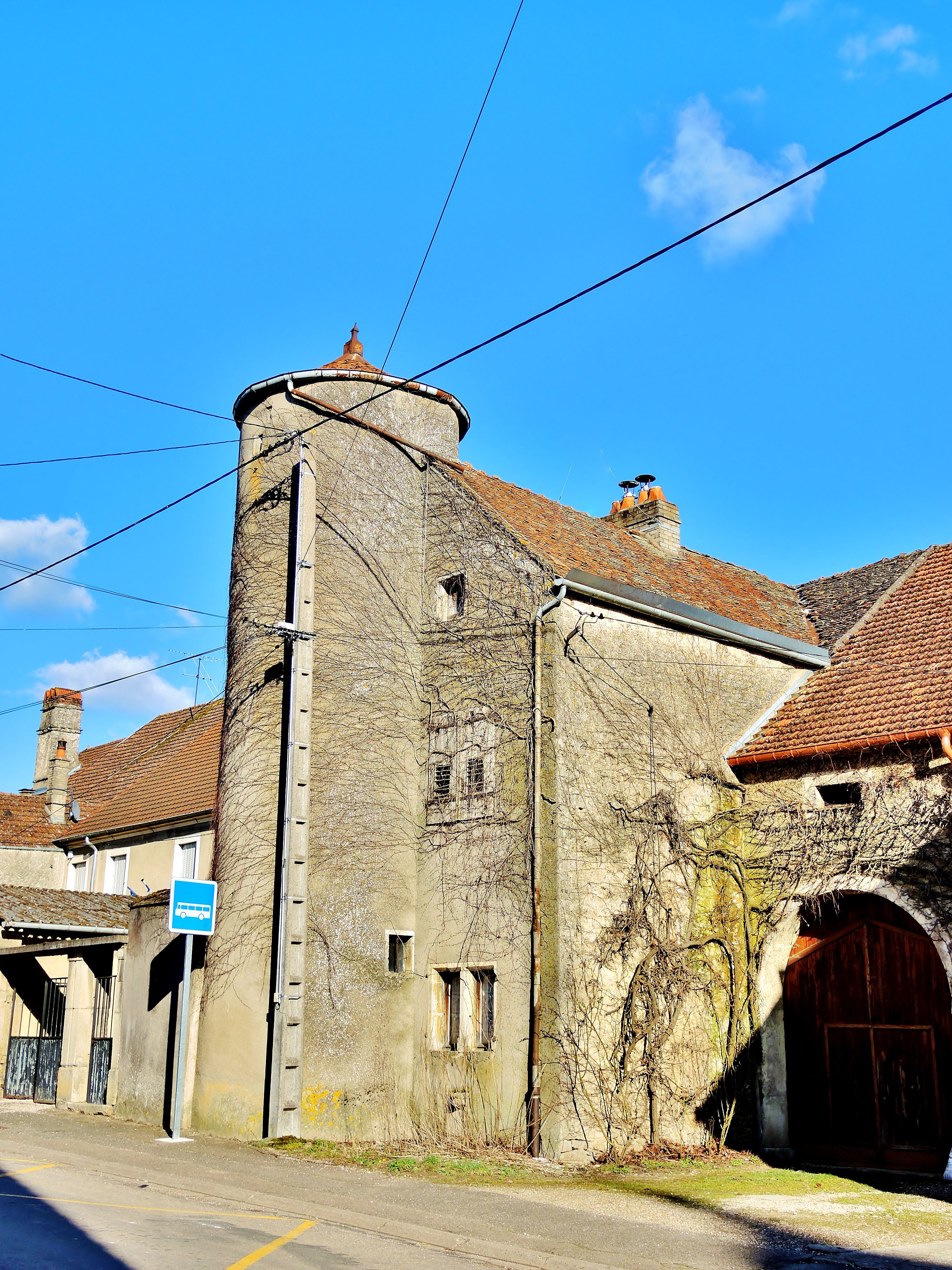
Maison avec tourelle.

### Personnalités liées à la commune
- Nicolas Perrenot de Granvelle (1486-1550), chancelier de l'empereur Charles Quint.

### Héraldique
| Blason de Grandvelle-et-le-Perrenot | Blason  | D'argent à trois bandes de sable ; au chef du champ chargé d'une aigle du second.                                                         |
| Blason de Grandvelle-et-le-Perrenot | Détails | Inspiré des armes de la famille Perrenot de Granvelle, qui portait un chef du Saint-Empire romain germanique. Adopté par la municipalité. |